# Myrmica afghanica
Myrmica afghanica — вид дрібних мурашок роду Myrmica (підродина мирміцини).

## Поширення
Центральна Азія: Афганістан.

## Опис
Дрібні рудувато-коричневі мурашки довжиною близько 4-5 мм.

## Систематика
Вид описали український мірмеколог Олександр Радченко та англійський ентомолог Грем Елмс у 2003 році як Myrmica afghanica Radchenko & Elmes, 2003 за старими матеріалами з Афганістану, зібраними 1948 року. 3 робочих і матка були зібрані в місцевості на північ від Джелалабада й за своїми ознаками схожі з представниками групи Myrmica rubra.